# Miss Peach
Miss Peach (« Mademoiselle Pêche ») est un comic strip humoristique de l'Américain Mell Lazarus diffusé dans la presse américaine du 4 février 1957 au 8 septembre 2002. 
Il a valu à son auteur deux prix du comic strip à suivre de la National Cartoonists Society en 1974 et 1980 puis en 1982 le Prix Reuben, principalement distinction pour les auteurs américains de comic strip.
Son personnage éponyme, Miss Peach, est une institutrice confrontée quotidiennement à des élèves aussi intelligents que turbulents.

## Documentation
- Patrick Gaumer, « Miss Peach », dans Dictionnaire mondial de la BD, Paris, Larousse, 2010 (ISBN 9782035843319), p. 598.
- Maurice Horn et Pierre Horn, « Miss Peach ou le chemin des écoliers », Phénix, no 4,‎ 1967, p. 2-4.